# Eve Online
Eve Online (zapis stylizowany: EVE Online) – gra komputerowa z gatunku MMOG, osadzona w świecie science-fiction, wyprodukowana przez islandzką firmę CCP Games. EVE Online została wydana w Ameryce Północnej i Europie w maju 2003 roku.
22 stycznia 2008 roku ogłoszono, że gra EVE Online będzie dystrybuowana za pośrednictwem Steam. W dniu 10 marca 2009 roku gra trafiła w formie pudełkowej do sklepów, została wydana przez Atari. W lutym 2013 roku ujawniono, że gra posiada 500 tysięcy aktywnych graczy.
11 listopada 2016 roku gra przeszła na model płatności free-to-play z możliwością płacenia subskrypcji miesięcznej wraz z pewnymi ograniczeniami, które zostały poszerzone 5 grudnia 2017 roku.
Od 10 stycznia 2013 roku serwery gry były połączone z serwerem gry Dust 514, gdzie uczestnicy obu gier mogli wchodzić wzajemnie w interakcje, jednakże serwery samego Dust 514 zostały zamknięte 30 maja 2016 roku.

## Historia

### Fabuła
Na Ziemi gwałtownie wzrosła populacja ludzkości. Po wyczerpaniu się większości jej zasobów przez kolejne wieki, ludzkość zaczęła kolonizację reszty Drogi Mlecznej. Ten rozwój doprowadził do pojawienia się konkurencji i walki o dostępne zasoby. Wszystko zmieniło się wraz z odkryciem tunelu czasoprzestrzennego prowadzącego do niezbadanej galaktyki. Nowe miejsce nazwano Nowy Eden (New Eden). Zakładano tam kolonie oraz stworzono bramę międzygwiezdną w celu stabilizacji tunelu. Brama miała połączyć kolonie z resztą cywilizacji ludzkiej. Nazwano ją Eve. Gdy nieoczekiwanie zapadł się naturalny tunel, zniszczył on też bramę. Odciętych od reszty ludzkości i jej dostaw z Ziemi, kolonistów Nowego Edenu pozostawiono samym sobie. Tysiące małych kolonii odciętych od siebie było skazanych na wyginięcie. W ciągu wieków tylko małej garstce potomków kolonistów udało się przetrwać i odbudować ich własne społeczeństwa. Jednak ich wiedza i wspomnienia powoli zupełnie zanikły. To, czy Ziemia istnieje i gdzie jest, pozostało tajemnicą. Przez ten czas wyodrębniło się pięć głównych skupisk ludzkich, każde rosnąc w swoją własną cywilizację. Frakcje znane dzisiaj to: Imperium Amarrskie (Amarr Empire), Państwo Caldaryjskie (Caldari State), Federacja Gallente (Gallente Federation), Republika Minmatar (Minmatar Republic) i Dyrektoriat Jove (Jove Directorate). Poza nimi istniało wiele innych małych niezależnych państewek. Dzień dzisiejszy to relatywny pokój pomiędzy głównymi frakcjami i strach przed poważnymi konsekwencjami wybuchu wielkiej międzygalaktycznej wojny.

### Rasy

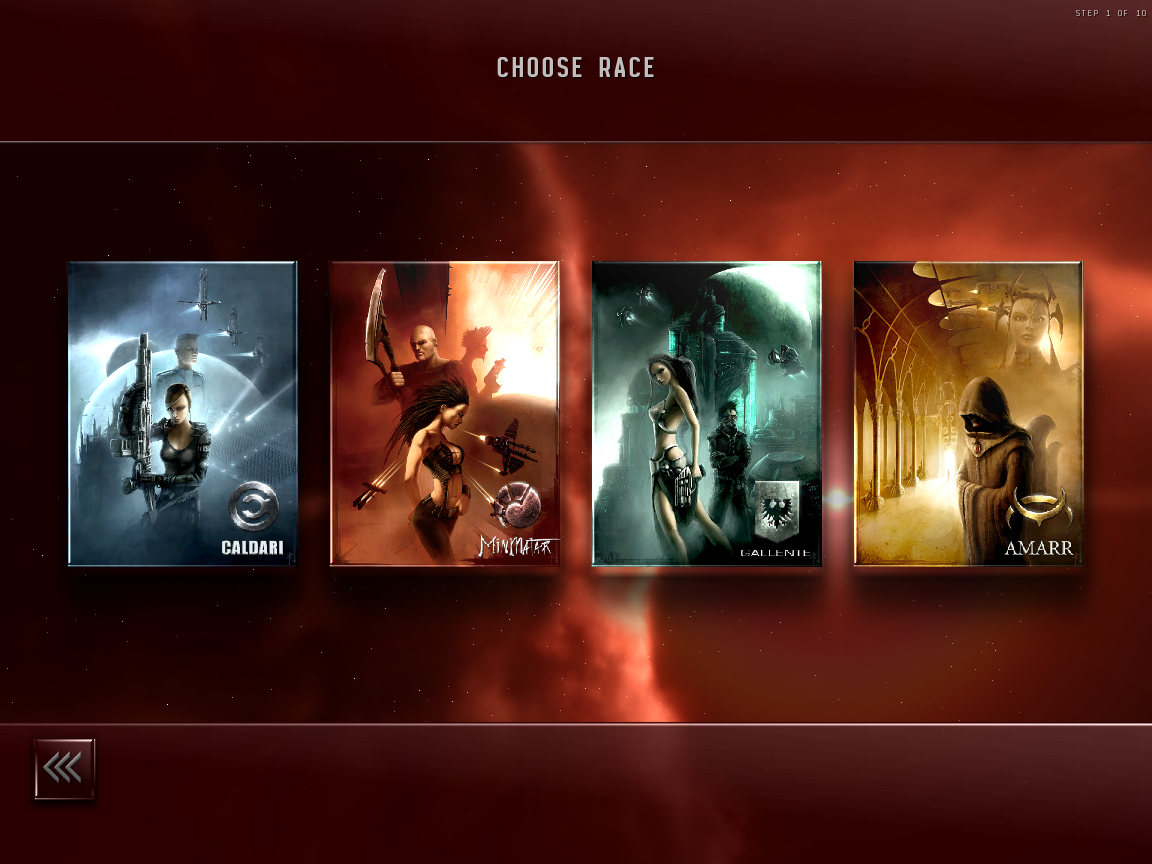
Cztery rasy w EVE Online

Pojęcie rasy i podrasy ma znaczenie dla graczy preferujących rozgrywkę role-playing. Wszystkie rasy maja na starcie równą liczbę 17 punktów w 5 podstawowych atrybutach: pamięci, inteligencji, percepcji, sile woli i charyzmie oraz do dyspozycji kolejne 14 na dowolne rozłożenie. W grze istnieje coś takiego jak „mapowanie neuralne” pozwalające samodzielnie zmieniać liczbę punktów charakterologicznych postaci. Każdy nowy gracz ma na początku dwie możliwości zmiany mapowania. Każde kolejne jest możliwe po roku od daty poprzedniego.
W grze występują 4 główne rasy (grywalne):
- Amarr

Największe imperium w świecie EVE. Imperium ma charakter religijny. Władcą jest Imperator, dla populacji Amarr coś jak personifikacja Boga. Imperatora reprezentuje pięciu Sukcesorów, z których jest on wybierany. Władza Imperatora jest niekwestionowana i bezwzględna, ale archaiczny i biurokratyczny system władzy sprawia, że jest mu ciężko używać swojej władzy. Imperium Amarr było pierwszym ludem, którzy wykorzystał technologie skoków pomiędzy systemami słonecznymi. Umożliwiło im to bardzo szybką ekspansje i napotykając inne rasy, szybko je zniewalały. Niewolnictwo jest wśród Amarr wszechobecne, tolerowane, a nawet promowane. Po wdaniu się w konflikt z Gallente oraz po pojawieniu się rasy Jove, Ammarska ekspansja została znacznie spowolniona. Skorzystali z tego Minmatarowie, którzy po wiekach niewoli zdołali uwolnić się od władania Amarr. Z czasem Amarr nauczyli się powściągliwości, nie są teraz tak agresywną rasą jak wcześniej, choć nadal postrzegają siebie jako rasę najbardziej wpływową w EVE, choćby ze względu na ich liczebność.
- Caldari

Rasa żyjąca według militarnych zasad. Kurczowo bronią swojego stylu życia, a tolerują tylko tych, którzy potrafią się trzymać ich zasad. Caldari wierzą, że człowiek jest tylko małym trybikiem w wielkiej machinie zwanej Państwem. Dyscyplina oraz lojalność są najbardziej cenionymi wartościami według Caldari. Choć ich terytoria nie są tak wielkie jak Amarr lub Gallente, budzą oni lęk i poważanie. Pozbawieni skrupułów, z siłą militarną porównywalną do Amarr, są prawdopodobnie najlepiej zbalansowaną rasą w EVE. Jako że Caldari żyją kapitalizmem, ich gospodarka napędzana jest przez mniejsze korporacje nie powiązane z państwem. Korporacje te są jednak przez państwo chronione, co powoduje, że innym rasom trudno jest dogadywać się z Caldari na scenie politycznej. Korporacje te nie znają granic, jeśli coś przeskrobią zaraz uciekają pod skrzydła militarnej siły Caldari. Jeśli obywatele są posłuszni i wykonują dobrze swoje obowiązki to państwo proponuje im najlepsze warunki życiowe. Zaś dla tych, którym taki rygorystyczny system nie pasuje, życie szybko staje się nie do zniesienia.
- Gallente

Rasa wywodząca się w prostej linii od Francuzów, żyjąca w demokratycznym świecie. Każdy ma o nich swoje własne zdanie, można ich kochać albo nienawidzić, ale nie można ich ignorować. Dla wielu Federacja jest ziemią obiecaną, gdzie każde marzenie może stać się rzeczywistością. Pomimo licznych niepowodzeń w ich długiej historii, Gallente mocno wierzą w wolną wolę i prawa człowieka. Społeczeństwo Gallente jest też bardzo kontrastowe. Wielu najbogatszych ludzi na świecie to Gallente, z drugiej strony zaś liczba najuboższych ludzi sięga milionów. Dzieje się tak dlatego, że liberalne gospodarki oparte na rynku i wolności jednostki, łatwo dają szanse każdemu aby się wspiąć na szczyty, ale tak samo łatwo powodują one spadek na samo dno społecznej drabiny. Początkowo Caldari byli częścią Federacji, ale głębokie różnice i wzajemne animozje spowodowały założenie własnego imperium. Przez pewien czas oba mocarstwa walczyły z sobą, ale ponieważ żadne z nich nie potrafiło uzyskać wystarczającej przewagi, zawarli pokój.
- Minmatar

Rasa, która powstała jako ostatnia – po wyzwoleniu się z amarrskiej niewoli. Żyją w plemionach, co potwierdza ich barbarzyńskie korzenie. Dla Minmatar, najważniejszą rzeczą w życiu jest zadbać o siebie na własną rękę, i chociaż krewni i rodzina odgrywają ważną rolę w życiu społecznym, wolą bardziej identyfikować się z klanem lub plemieniem, do którego należą. Większość Minmatar specjalizuje się w jednym obszarze działalności. Podczas gdy ci, którzy mieszkają na planecie mogą skupić się na działalności rolniczej i przemysłowej, inni, którzy podróżują po świecie EVE mogą skoncentrować się na handlu, piractwie czy też czymś innym. Minmatar to najliczniejsza ze wszystkich ras w świecie EVE. Najwięcej jest ich w niewoli amarrskiej, część zamieszkuje terytoria gallentyjskie. Pozostali, nie będąc w żadnej organizacji, żyją wolni na całym świecie, część podróżując w poszukiwaniu pracy, część przechodząc na ciemną stronę prawa. Wiele z większych grup przestępczych w świecie Eve prowadzone są przez Minmatar.
- Jove (rasa niegrywalna)

Najbardziej tajemnicza rasa ze wszystkich ludów EVE, ich liczebność to tylko ułamek wszystkich ludzi na świecie, ale ich przewaga technologiczna sprawia, że są poza wszelkimi możliwymi proporcjami porównań. Rasa Jove to rasa ludzka, chociaż wydaje się innym rasom, że tak nie jest. Powodem jest przyjęcie inżynierii genetycznej jako sposobu na wszelkie problemy trapiące ludzkość. Jove jest tajemnicze i trudne do zrozumienia. Z tego powodu pozostaje zamknięte dla innych ras i niewielu obcokrajowców przebywało w ich imperium.
| Amarr    | Caldari | Gallente | Minmatar  |
| -------- | ------- | -------- | --------- |
| Khanid   | Civire  | Jin-Mei  | Brutor    |
| Amarr    | Deteis  | Gallente | Sobiestor |
| Ni-kunni | Achura  | Intaki   | Vherokior |

## Rozgrywka

### Zarys gry
Akcja gry dzieje się w odległej przyszłości. Gracz kieruje statkiem kosmicznym na obszarze całego Wszechświata, obejmującego ponad 7500 układów słonecznych, w których poza planetami i księżycami można znaleźć też stacje kosmiczne, tunele czasoprzestrzenne (wormhole) czy pasy asteroid. Znaczna większość systemów jest połączona między sobą bramami gwiezdnymi (jump gates).
W grze uczestnik może wykonywać wiele profesji. Poza popularnymi zajęciami jakimi są wykonywanie misji dla agentów NPC lub też bycie górnikiem i wydobywanie rud czy też lodu z pasów asteroid, profesjami mogą być też: bycie piratem, łowcą głów, handlowcem, producentem czy naukowcem, można się zająć eksploracją czy też po prostu polować na statki NPC.

### Cechy szczególne
- PvP

Interakcje graczy w świecie EVE Online można określić jako PvP. W każdym miejscu przestrzeni kosmicznej gracz jest narażony na potencjalny atak innego gracza, jak i sam może zaatakować każdego. W zależności jednak od miejsca i sytuacji, atakujący statek musi się liczyć z konsekwencjami. Jedynym bezpiecznym miejscem, gdzie gracza nie spotka atak ze strony innego, jest stacja.
- Wielkość świata

Akcja gry odbywa się na tylko jednym serwerze (Tranquility), co oznacza, że wszyscy gracze znajdują się w tym samym Wszechświecie. Aktualny rekord wynosi 63170 zalogowanych osób. Serwer jest wyłączany raz dziennie od 11.00 do 11:15 godziny czasu UTC+0:00.
- Podejmowanie decyzji

Cała rozgrywka i każda droga do pośredniego czy też jakiegoś końcowego celu jest nieliniowa, jest określana jako sandbox. Twórcy gry nawiązują również do efektu motyla, gdzie wykonywana czynność ma wpływ nie tylko na swój rozwój, ale również na innych graczy i ich korporacje. Każda postać ma pełny wachlarz możliwości, co do wyboru swojego przyszłego kierunku, w którym chce się udzielać. Nie ma sztywnych narzuconych ram czy schematów, według których gracz musiałby się poruszać aby osiągnąć swój cel.
- Rozwój postaci

W EVE nie ma typowego awansu kierowanej postaci o kolejny poziom. Kierowana postać rozwija się poprzez wpajanie (trenowanie) kolejnych umiejętności, które po pewnym czasie się aktywują. Gracz nie zdobywa doświadczenia poprzez zabijanie kolejnych wrogów, a poprzez mijający czas. Trenowanie postaci dzieje się również kiedy gracz nie jest zalogowany.
- Korporacje i alianse

Ważnym aspektem gry są korporacje. Są to kontrolowane przez graczy (lub w mniejszej liczbie przez komputer) firmy, odpowiedniki gildii w grach fantasy. Korporacje w EVE Online mają złożoną strukturę, z hierarchią i podziałem na role, z niezależnym finansowaniem czy też audytem. Dlatego dobrze zorganizowane korporacje graczy zajmują najczęściej regiony z dużymi zasobami naturalnymi, w strefach niekontrolowanych przez komputer. Korporacje, chcąc dominować lub działać wspólnie na większym obszarze, mogą tworzyć alianse, których również budowa jest złożona.
- Rynek

Rynek (market), czyli miejsce sprzedaży przedmiotów jest zależny i prawie cały kontrolowany przez graczy. Uczestnicy gry, czy to indywidualnie czy w ramach korporacji, są zobligowani do zdobywania surowców niezbędnych do produkcji. Około 95% wszystkich przedmiotów występujących w grze pochodzi z tej produkcji.

### Polityka
Gracz od momentu utworzenia postaci jest w korporacji NPC. Wykonując misje dla agentów swojej, sprzymierzonej rasy poprawia swoje stosunki (standings) z nimi, ale pogarsza je jednocześnie dla ras wrogich. Gracz może też wykonywać misje przeciwko własnej rasie. Złe stosunki z daną rasą mogą skutkować niemożliwością wykonywania jakichkolwiek misji dla agentów tych korporacji czy też wykonywania operacji w regionach kontrolowanych przez daną rasę. Gracz może również zaciągnąć się do milicji dowolnej rasy, co skutkuje byciem atakowanym przez armię przeciwnej rasy.
Większość świata gry jest kontrolowana przez korporacje i sojusze graczy, mogących zakładać własne placówki (Outpost), przejmować na własność placówki innych korporacji i w rezultacie dążyć do dominacji nad systemem słonecznym, konstelacją czy nawet regionem. Oprócz obszarów kontrolowanych przez główne frakcje (rasy) oraz graczy, istnieją też tereny z korporacjami pirackimi NPC, które walczą ze wszystkimi. Korporacje takie sprawują kontrolę nad niektórymi systemami słonecznymi. Mimo że nie można być członkiem takiej korporacji, można pracować dla pirackich agentów.

### Ekonomia

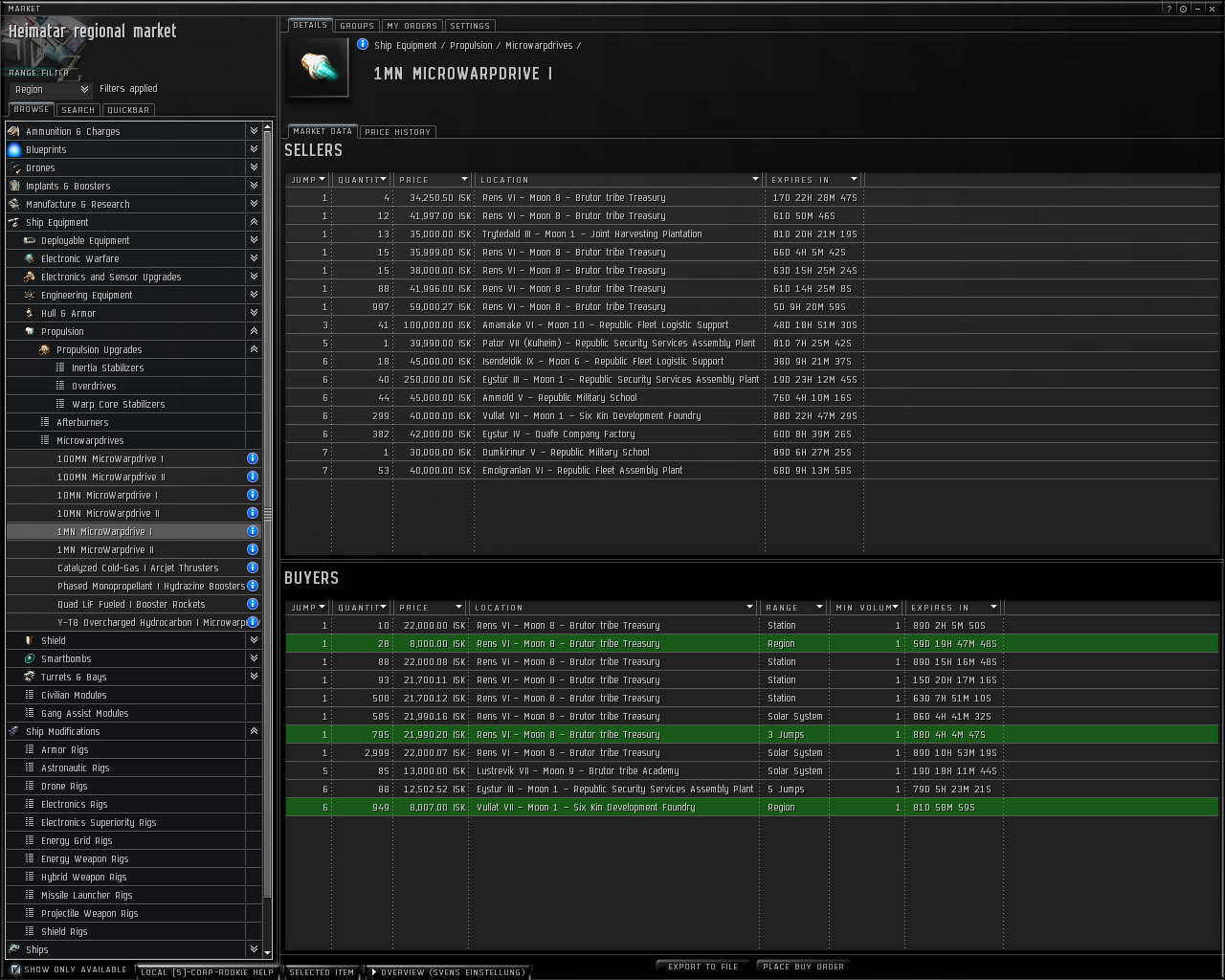
Okno marketu w Eve Online

Jednostką monetarną jest ISK (Interstellar Kredit). System ekonomiczny w Eve prawie cały jest w rękach graczy. Jedynie kilka przedmiotów (m.in. implanty, blueprinty, czyli oryginalne specyfikacje techniczne statków i modułów, oraz skillbooki, czyli książki umiejętności) nie mogą być wytwarzane przez graczy, są one rozprowadzane przez NPC.

#### Badania i produkcja
Prawie każda rzecz dostępna w Eve Online musi zostać zbudowana przez gracza. Podstawowym materiałem sa minerały pochodzące z rud wydobywanych przez górników na pasach asteroid. Inne elementy pochodzą z ekstrakcji materiałów z planet i księżyców. Wszystkie te materiały w trakcie procesu technologicznego ulegają czasami kilkakrotnie różnym rodzajom przeróbki. Do stworzenia modułu czy statku jest potrzebna specyfikacja techniczna (blueprint) danego przedmiotu. Pewna część przedmiotów wymaga też dodatkowych badań. Badany jest sam blueprint, którego późniejsza produkcja, po odpowiednich modyfikacjach daje w efekcie ulepszony produkt. Warto nadmienić, że wszystko odbywa się w czasie, o ile podstawowe przedmioty można wytworzyć w ciągu kilku minut czy godzin, bardziej złożone badania i późniejsza produkcja jest liczona w tygodniach i miesiącach.

#### Handel
Sposobów, w jakich można obracać towarami jest kilka. Głównym miejscem handlu jest market, gdzie każdy może kupić i sprzedać prawie wszystko. Handel tutaj jest uzależniony jedynie geograficznie, zakupu czy sprzedaży można dokonać tylko w regionie, w którym się aktualnie przebywa. Ceny są w całkowity sposób formowane poprzez zasady popytu i podaży. Taki typ otwartego systemu handlu daje możliwość spekulacji rynkowych. Liczba wszystkich przedmiotów dostępnych w grze sięga wielu tysięcy, każdy ma swoje miejsce na markecie i do każdego są dołączone podstawowe narzędzia analizy technicznej, jak np. średnie ruchome, wartości min-max czy też kanał Donchiana, wszystko z podziałem na okresy czasowe.
Każdym dostępnym przedmiotem na rynku oraz pozostałą częścią niedostępnych tam towarów można handlować przy pomocy systemu kontraktowego. Tutaj, dwie zainteresowane osoby czy też korporacje zawierają publiczny lub prywatny kontrakt na dany towar, gdzie jedna ze stron podaje towar, jaki chce kupić lub sprzedać a druga realizuje taki kontrakt płacąc za niego. Istnieje też rodzaj usługi transportowej, gdzie gracz zainteresowany przemieszczeniem towarów z jednej stacji czy systemu do innej, tworzy kontrakt publiczny na transport, ustalając w nim gratyfikację po zakończeniu transportu.
Wymianę handlową mogą dokonywać również dwie zainteresowane osoby, będąc na tej samej stacji w oknie wymiany handlowej.

#### Spekulacje rynkowe
CCP Games wprowadzając kolejne dodatki, zmieniając tym samym istniejący świat, powoduje fluktuajce na globalnym rynku. W historii cen można znaleźć znaczne wzrosty i spadki cen niektórych artykułów, co w kolei rzeczy powoduje wzrost czy też spadek cen innych, zależnych artykułów. W wielu przypadkach można dostrzec duże różnice cen niektórych towarów podstawowych, jak np. minerały, sięgające nawet kilkuset procent w skali kilku miesięcy.

### Bezpieczeństwo
Systemy słoneczne mają różne poziomy bezpieczeństwa (security status), które są oznaczone liczbowo w zakresie od -1.0 do 1.0. Istnieją 4 podstawowe typy systemów słonecznych:
- Systemy o poziomie bezpieczeństwa 0.5 i wyższym zwane high security systems, uznawane są za bezpieczne, jako że atak na statek gracza w takich systemach wywołuje akcję odwetową policji NPC (Concord) i pobliskich dział. Każde wykroczenie karane przez policję obniża swoisty status bezpieczeństwa gracza. Gracz o odpowiednio niskim statusie ma znacznie utrudniony wstęp do odpowiednich systemów high security.
- Systemy o poziomach od 0.1 do 0.4 są zwane jako low security systems. W tych systemach nie już ma policji (Concordu), ale atak na statek gracza nadal powoduje obniżenie statusu bezpieczeństwa.
- Systemy poniżej poziomu 0.0 (null security systems) są już w większości pod pełną kontrolą graczy i to właśnie tam trwają największe walki. W tych systemach jakikolwiek atak na statek innego gracza nie zmienia w żaden sposób jego statusu bezpieczeństwa[30].
- Systemy dostępne poprzez tunele (wormhole) nie posiadają systemu numeracji. Poruszanie się po tych systemach jest podobne do tego z systemów z poziomem niższym niż 0.0, jednak bez bezpośredniej możliwości określenia liczby innych graczy w danym systemie.

#### Griefing
Gra koncentruje się na wolności w podejmowaniu wyborów i dlatego często pojawiają się zachowania, które są niedozwolone w innych tego typu grach. Do zachowań takich należy okradanie innych graczy, wyłudzanie, powodowanie, że kosztowny statek gracza razem z wartościowym towarem na pokładzie zostaje zniszczony przez znacznie większą flotę statków innych graczy czy też w końcu poprzez wystawianie lub też podmianę kontenerów w przestrzeni kosmicznej (can flipping). Zabezpieczenie przed takim zachowaniem leży po stronie osoby potencjalnie narażonej na taki czyn i w wielu przypadkach to osoba poszkodowana jest jednocześnie winna. Jednak długotrwałe nękanie czy też skoncentrowanie się na wyniesieniu z takiego czynu korzyści materialnych jest nielegalne.

### Statki
Jedynym ze sposobów na przemieszczanie się w EVE Online, poza poruszaniem postacią we własnej kwaterze na stacjach, jest pilotowanie statku. Wszystkich rodzajów statków w grze jest blisko 200, w większości przypadków w każdej rasie jest po jednym odpowiedniku każdego statku. Gracz po wyuczeniu odpowiednich umiejętności może latać każdym z tych statków niezależnie od rasy. Każdy statek ma też swoje własne przeznaczenie.
Generalnie statki można podzielić ze względu na rodzaj kadłuba, począwszy od najmniejszych:
- prom (shuttle)
- fregata (frigate)
- niszczyciel (destroyer)
- krążownik (cruiser)
- krążownik liniowy (battlecruiser)
- okręt wojenny (battleship)

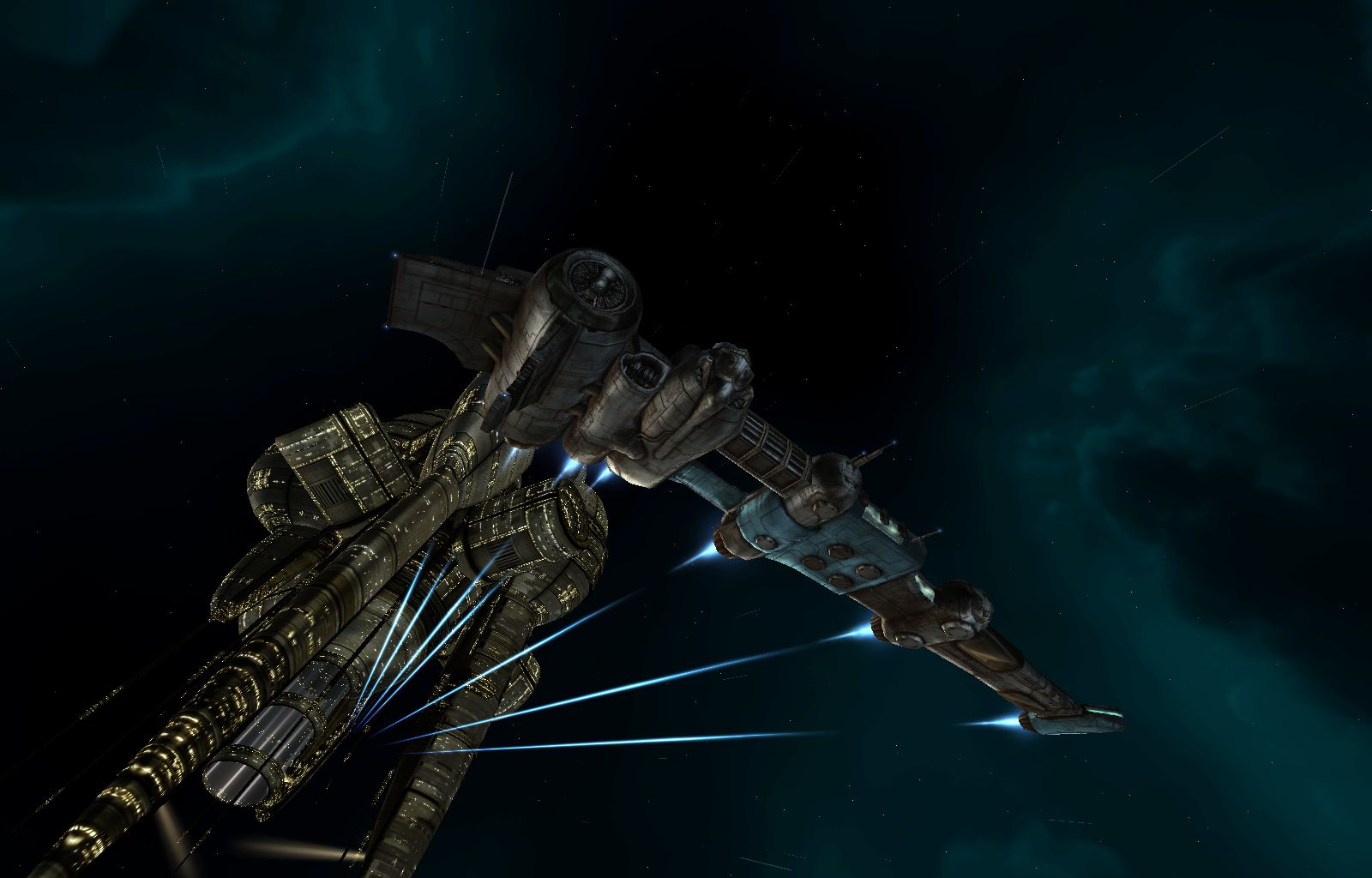
Niszczyciel „Gallente”

- statek przemysłowy (industrial ship)
- barka górnicza (mining barge)
- okręt wojenny / pancernik (capital ship)

Każdy powyższy rodzaj zawiera w sobie kolejne podziały i tu statki można podzielić według jego przeznaczenia:
- statki do walk elektronicznych (electronic attack ship)
- statki szturmowe (assault ship)
- statki przechwytujące (interceptor)
- statki szpiegowskie (covert ops)
- bombowce (stealth bomber)
- okręty logistyczne (logistic)
- drednoty (dreadnought)
- okręty dowodzenia (command ship)
- lotniskowce (carrier)
- okręty wydobywcze (exhumer)
- statki transportowe (transport ship)
- frachtowce (freighter)
- tytany (titan)

Część z tych statków ma mniejsze i większe odpowiedniki w zależności od zadań jakie stawia przed sobą gracz. Do tego dochodzą jeszcze specjalne statki frakcyjne i pirackie dostępne tylko w specjalnych sklepach frakcyjnych oraz w systemie handlu kontraktowego. Zadania dla tych statków są ukierunkowane w jednym, specyficznym celu.
Statki w świecie EVE poruszają się dwoma rodzajami prędkości: zwykłą (poniżej prędkości światła) oraz prędkością warp. Pierwsza służy do przemieszczania się w miejscu wykonywania swojego zadania (misje, wydobywanie rud itp.) druga służy do przemieszczania się pomiędzy bramami czy stacjami w jednym systemie. Do przemieszczania się pomiędzy systemami służą bramy międzygwiezdne (jump gates). Można również się przemieszczać na większe odległości niż jeden system, sięgając nawet kilku lat świetlnych. Do takich skoków służą m.in. ulepszone rodzaje frachtowców czy lotniskowce.

#### Wyposażenie
Wszystkie statki oprócz promów i frachtowców można uzupełnić w różnego typu i przeznaczenia moduły. Statki, mające przypisane specjalne zadania we flocie, są wyposażone w odpowiedni sposób na potrzeby wykonywanych zadań. Statki można jednak wyposażać w dowolny sposób, ale trzeba wziąć pod uwagę ich parametry takie jak np. moc sieci elektrycznej (power grid), moc procesora (CPU), pojemność kondensatora (capacitor), ilość i wielkość odpowiednich slotów na osadzenie modułów. Poza takimi typowymi parametrami, statki mają jeszcze wiele innych, żeby wymienić tylko te ważniejsze: pojemność tarcz energetycznych i opancerzenia (shield, armor), maksymalna prędkość, maksymalna odległość namierzania, modyfikator zwinności (agility), liczba namierzanych celów, czas ładowania tarcz i inne.
Na wyposażeniu statków są setki różnorakich modułów służącym różnym celom:
- uzbrojenie: działa, armaty, wyrzutnie wraz z dużym wachlarzem wyboru amunicji i bomb
- moduły wzmacniające tarcze, pancerz lub kadłub
- moduły zwiększające prędkość, zwinność, ładowność statku czy też odporność na różne rodzaje zadawanych obrażeń
- moduły lub baterie poprawiające działanie kondensatora, moduły modyfikujące działanie sieci elektrycznej i CPU
- generatory czy wzmacniacze pomagające usprawnić różnego rodzaju inne systemy statku lub też osłabić systemy statku wrogiego
- różnego typu skanery
- moduły służące do usprawnienia działania statków we wspólnej flocie

O ile większość modułów można użyć na każdym statku, o tyle są takie, które działają tylko na statkach o danym przeznaczeniu, takie jak np.: systemy maskowania (cloak), moduły na statkach wydobywczych (strip miner) czy też systemy wspomagające działania we flocie (gang assist).

## Produkcja
CCP jako producent i wydawca gry ogłosił wydanie EVE Online na 6 maja 2003 r. Gra miała pozwolić 100 tys. graczy grać na jednym serwerze, nikt wcześniej nie miał takiej liczby użytkowników. Dodatkowo gra była uruchamiana jednocześnie na obu kontynentach: w Europie i w Stanach Zjednoczonych. Pierwsze doniesienia prasowe miały miejsce już w październiku i listopadzie 2002 roku kiedy EVE była już przygotowana do trzeciej fazy testowania wersji beta. W tym czasie zarejestrowanych do testowania tej wersji było ponad 85 tys. chętnych oraz kolejne 50 tys. do testowania jeszcze przed oficjalnym wydaniem. Dziennie w tym okresie grę testowały tysiące graczy, fani utworzyli już ponad 300 stron internetowych na jej temat. Reynir Hardarsson, dyrektor artystyczny i założyciel CCP mówił: Nasz zespół jest bardzo podekscytowany implementacją ważnych szczegółów i kończeniem głównych etapów technologicznych. Jak mówi znane powiedzenie „mały krok dla człowieka...”.
Usługodawcą EVE Online była islandzka firma telekomunikacyjna Iceland Telecom, dostęp do serwera w Londynie umożliwiła firma Cable & Wireless. W styczniu 2003 roku CCP ogłosiła, że testy wchodzą w kolejną fazę, EVE będzie używać Microsoft DirectX 9.0 pozwalając grać na kilku monitorach. 12 marca ogłoszono, że tytuł EVE Online stał się marką towarową i nabrał praw autorskich i gra zaczęła być dystrybuowana poprzez bezpośrednie ściąganie z internetu. Gra była początkowo rozprowadzana również w sprzedaży detalicznej, miało to miejsce na początku jej pojawienia się na rynku, płyty w dość szybkim tempie jednak zniknęły z półek. Kolejne wydania były rozprowadzane w Europie, Ameryce Płn. i Azji przez firmę Atari.
W czerwcu 2006 roku rozpoczęto beta testy serwera gry w Chinach. Kod pomiędzy serwerem Serenity (obsługującym Chiny) oraz Tranquility (obsługującym resztę świata) jest zsynchronizowany, tak aby rozwój oprogramowania był dystrybuowany równo pomiędzy oboma serwerami.

### Rozszerzenia
W większości dodatków CCP wprowadzało wiele różnych udoskonaleń w już istniejącej rozgrywce, ale również nierzadko wiele nowości. W prawie każdym dodatku ma miejsce optymalizacja podstawowych systemów rozgrywki, ulepszenie wydajności i zmniejszenie występowania lagu. Wszystkie dodatki i rozszerzenia są darmowe.

## Odbiór
Pierwsze wydanie EVE Online Second Genesis zostało przyjęte przez krytyków w dość zróżnicowanych ocenach. W Metacritic gra otrzymała 69%, GameRankings niecałe 75% zaś GameSpot przyznał 6.6 pkt. Z drugiej strony gra otrzymała wiele ocen powyżej 90% w lokalnych serwisach w Wielkiej Brytanii, Finlandii, Szwecji, Estonii czy w Stanach Zjednoczonych. Powodem takiego stanu rzeczy był fakt, iż gra była dość nowatorska, ale posiadała wiele niedopracowanych kwestii. Kolejne dodatki postawiły już EVE w znacznie lepszym świetle: Metacritic 90%, Gamefocus: 95%, GameStar: 5/6. W serwisie Gry-Online gra została oceniona na 8,6.
Gra w swojej historii zdobyła ponad 40 różnego rodzaju nagród, żeby wymienić tylko te ostatnie:
- Best Non-Fantasy MMO 2010[43]
- Best Indie MMO of the Decade[44]
- Game of the Year 2010[45]
- Best Live Game 2010[46]

## Subskrypcja
W listopadzie 2016 roku podczas wydania rozszerzenia Ascension udostępniona została darmowa wersja gry, bez ograniczeń czasowych, jakie miały miejsce wcześniej. By mieć jednak możliwość korzystania z wszystkich możliwości rozgrywki, należy uiszczać miesięczny abonament poprzez tradycyjne systemy płatności lub też poprzez walutę w grze.
Subskrypcję gry można opłacać przy pomocy tradycyjnych sposobów płatności: karta kredytowa, PayPal, WebMoney, paysafecard i EVE Time Code (kody są dostępne w wielu sklepach online). Istnieje też możliwość zakupu kolejnego miesiąca poprzez kupienie na markecie w grze tzw. PLEX-a (Pilot Licence EXtension) przy pomocy waluty z gry (ISK). PLEXa można też nabyć poza grą, kupując go online na stronie gry, a następnie go wykorzystać w grze przedłużając sobie jej czas, można też go po prostu sprzedać w grze innemu graczowi.
RMT (Real Money Trading) jest zakazany przez EULA EVE Online, tak więc sprzedawanie PLEX, ISK, kont, statków itd. za prawdziwe pieniądze (poprzez np. Allegro.pl lub eBay) grozi zbanowaniem konta.

## Muzyka
Ścieżkę dźwiękową do gry napisał Jón Hallur znany też pod pseudonimem RealX. Jest to 67 utworów z gatunku muzyki elektronicznej i ambientu i jest ona dostępna na licencji Creative Commons. Poza standardową listą utworów odtwarzanych w czasie gry, istnieje też możliwość stworzenia własnej listy, lub też uruchomienia internetowej stacji radiowej EVE Radio, nadającej w jakości 128 kbps.

## Magazyn E-ON
EON jest oficjalnym kwartalnikiem EVE Online. Magazyn zawiera blisko 100 stron, na których można znaleźć wywiady, zapowiedzi, poradniki i opowiadania, których tłem są wydarzenia z gry. CCP opublikowało już ponad 20 wydań. Magazyn jest dostępny tylko poprzez Internet i jest rozprowadzany przez angielskiego wydawcę MMM Publishing. Pierwszy kwartalnik ujrzał światło dzienne jesienią 2005 roku.

## Silnik
Gra wykorzystuje silnik Carbon Engine, który obsługuje między innymi platformy Windows i Mac OS. Pierwszym momentem wykorzystania jest dodatek Trinity, w każdym kolejnym dodatku gry silnik był modyfikowany i ulepszany.